# فيليب نيوسي

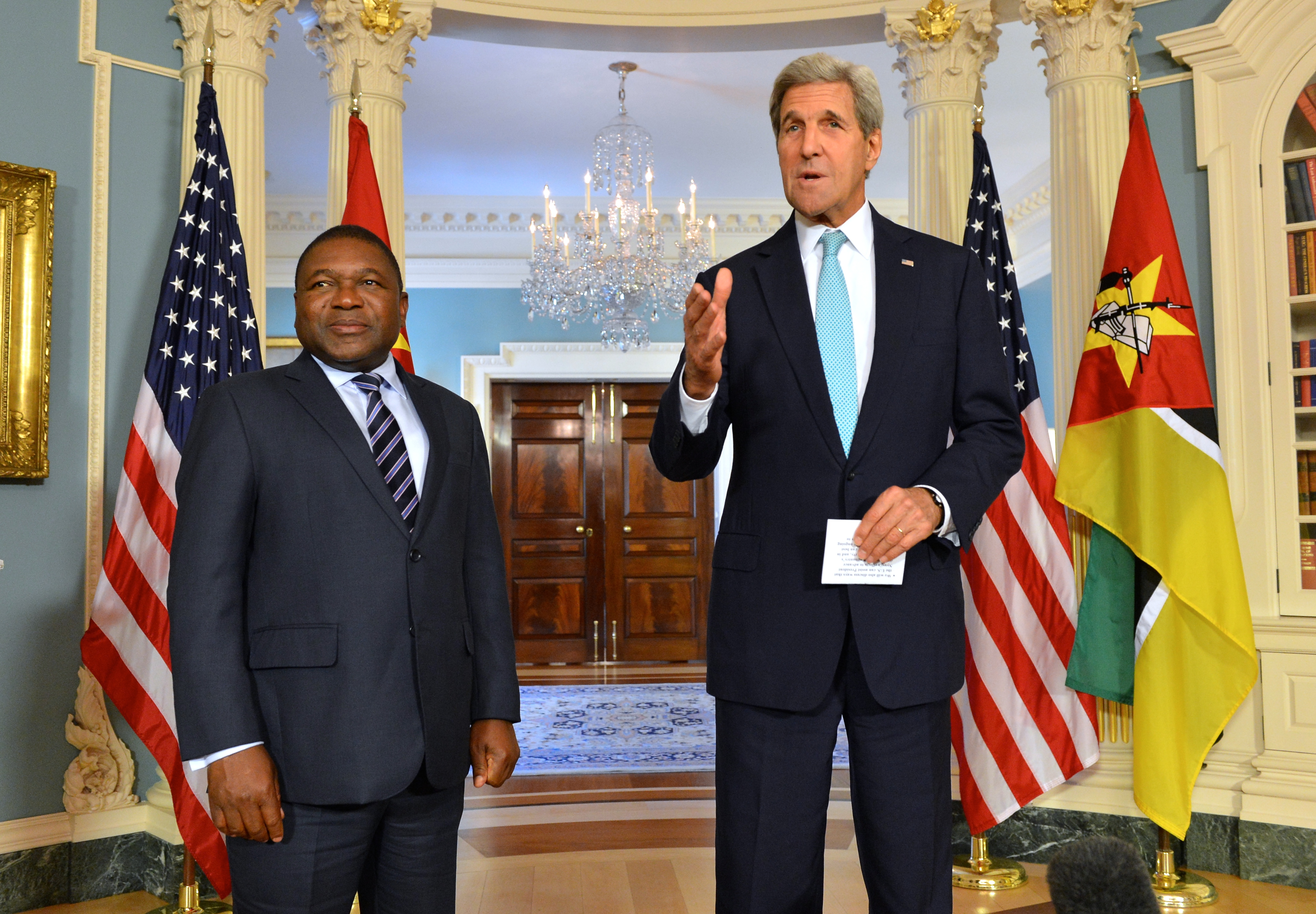
لقاء فيليب نيوسي ووزير الخارجية الأمريكي جون كيري عام 2016

فيليب نيوسي (9 فبراير 1959 – ) (بالبرتغالية: Filipe Jacinto Nyusi) هو مهندس وسياسي موزمبيقي. شغل منصب وزير الدفاع بين عامي 2008 و2014. انتُخب في أكتوبر 2014 رئيسا لجمهورية موزمبيق وتولى المنصب يوم 15 يناير 2015. وٱعيد انتخابه في أكتوبر 2019 لولاية جديدة.